# Metamulciber ziczac
Metamulciber ziczac är en skalbaggsart som beskrevs av Stefan von Breuning 1947. Metamulciber ziczac ingår i släktet Metamulciber och familjen långhorningar. Inga underarter finns listade i Catalogue of Life.